# Parham Park
Parham Park est une maison élisabéthaine et un domaine dans la paroisse civile de Parham, à l'ouest du village de Cootham, et entre Storrington et Pulborough, Sussex de l'Ouest, Angleterre du Sud-Est. Le domaine appartient à l'origine au monastère de Westminster et est accordé à Robert Palmer par le roi Henri VIII en 1540.

## Histoire
La première pierre est posée en 1577 par Thomas Palmer, 2 ans, et Parham est depuis lors une maison familiale. Sir Thomas Bishopp (1er baronnet) (en) achète Parham House en 1601. Pendant plus de 300 ans, ses descendants continuent à vivre à Parham House jusqu'en janvier 1922. Puis, en 1922, l'hon. Clive Pearson, fils cadet du vicomte Cowdray, achète Parham à Mary Curzon, 17e baronne Zouche (1875-1965) et lui et sa femme Alicia ouvrent la maison aux visiteurs en 1948, après la Seconde Guerre mondiale.

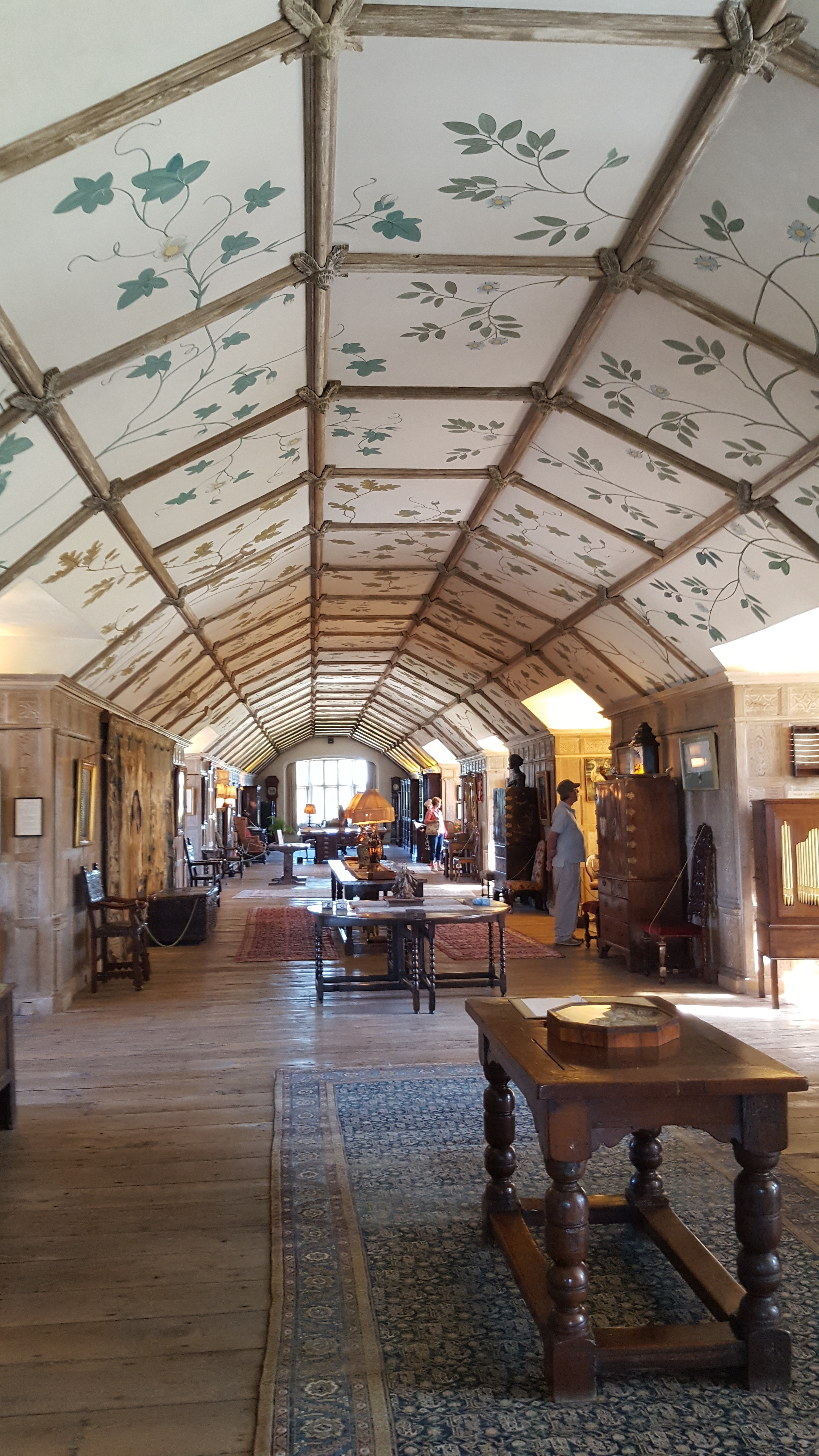
La longue galerie

M. et Mme Pearson, suivis de leur fille Veronica Mary Tritton (décédée en 1993)  passent plus de 60 ans à restaurer Parham et à le remplir d'une collection de meubles, de peintures et de textiles d'époque, acquérant également des objets ayant appartenu à l'origine à la maison. Il y a une collection particulièrement importante de travaux d'aiguille anciens, notamment des tentures de lit supposées avoir été travaillées par Marie Stuart . Pendant la Seconde Guerre mondiale, la maison abrite 30 enfants évacués de Peckham à Londres. En juin 1942, le Département de la guerre réquisitionne la maison et le domaine, déplaçant les évacués pour faire place aux 1re, 2e et 3e divisions d'infanterie canadiennes. Après la Seconde Guerre mondiale, la maison est ouverte au public.
Lady Emma Barnard, la fille de Benjamin Guinness (3e comte d'Iveagh), hérite de la maison de Mme Tritton, qui est sa grand-tante, et vit dans une aile avec sa famille . 
Autour de la maison s'étend l'ancien parc aux cerfs de 300 acres (1,214056926 km2) dont les daims sont les descendants du troupeau d'origine enregistré pour la première fois en 1628. Parham Park SSSI est un site d'intérêt scientifique particulier. Il présente un intérêt biologique particulier pour sa flore de lichens épiphytes, en tant que zone pour deux coléoptères rares et sa grande héronnière .
Le film de 1995 Haunted du réalisateur britannique Lewis Gilbert est largement tourné à Parham . Il est basé sur un roman du même nom de James Herbert, qui avait des liens étroits avec le Sussex, résidant au moment de sa mort en mars 2013 à Woodmancote, Sussex de l'Ouest.